# 南アフリカの大統領
南アフリカの大統領（みなみアフリカのだいとうりょう、アフリカーンス語: President van Suid-Afrika, ズールー語: Umongameli waseNingizimu Afrika, 英語: President of the Republic of South Africa）は、南アフリカ共和国の元首にして行政府の長たる大統領である。

## 概説
南アフリカ共和国憲法第5章に規定されている。国家元首の規定とともに、大統領は憲法の擁護尊重義務を持ち国家の統一・発展を促進しなければならない。

### 選出
下院（国民議会）の総選挙後、下院は、下院議員の中から大統領を選出する。大統領に欠員が生じた場合は、30日以内に後任の大統領を選出する。大統領選出後、下院議員としての職務は停止され、5日以内に憲法遵守の宣誓を行う。

### 任期
憲法には具体的な年数について規定されていないが、総選挙後に新大統領を選出することから、実質的に下院と同じ5年である。同一人物が3期以上選出されることは禁止されているが、大統領代行への就任は認められている。

### 免職
下院議員の3分の2以上が賛成した場合、大統領は免職される。大統領を免職された場合、大統領特権を剥奪されて他の公職への就任が禁じられる。

### 大統領代行
大統領欠員後、後任の大統領を選出するまで、下記の順位により大統領代行を選出する。
1. 副大統領
2. 大統領があらかじめ指名した閣僚
3. 内閣により選出された閣僚
4. 下院議長

## 権限
大統領は国家元首、政府首脳、南アフリカ国防軍の最高司令官である。大統領の権利、責任、報酬は、南アフリカ憲法の第5章および南アフリカ議会で可決されたその後の改正および法律に列挙されている。
共和国の執行権は、憲法に記載されている役職に様々な役人を任命する大統領に帰属し、その中で最も重要なのは、最高控訴裁判所と憲法裁判所の閣僚と裁判官である。大統領内閣は憲法と法律を実施し、施行し、大統領の政治的目標を実行する。裁判官は司法サービス委員会の助言に従って任命される。
大統領は立法の形成に役割を果たしている。大統領は、法案に対し拒否権(オーバーライドの対象)を行使したり、法案を議会や憲法裁判所に紹介したり、国民投票を求めることができる。大統領は議会を召喚し、多くの場合、各セッションの開始時に演説を行う。
大統領は南アフリカ国防軍の最高司令官であり、それによって外交および安全保障政策に対する影響力または支配権を持っている。大統領は、戦争を宣言し、平和を作り、交渉し、(批准していないが)条約(およびそれらと一緒に来る可能性のある同盟)に署名する憲法上の権限を与えられ、外交官を受け取り、任命し、栄誉を授与し、恩赦を与える。

## 歴史

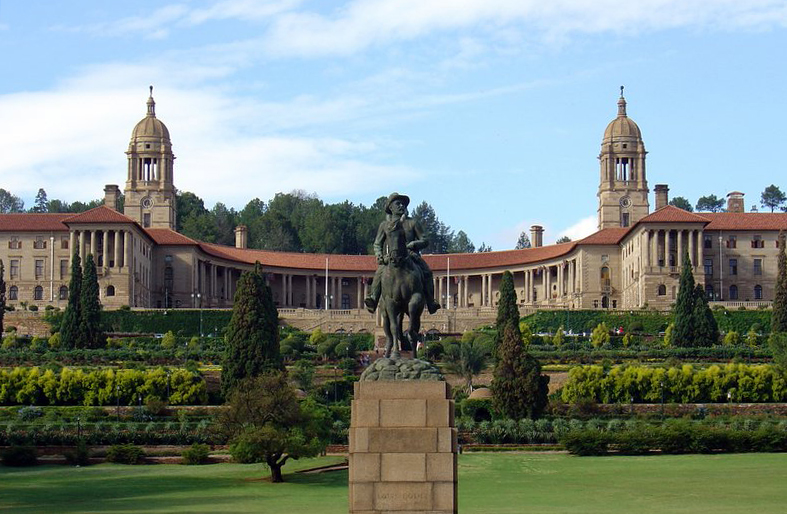
ユニオンビル（大統領官邸）

南アフリカ連邦時代は、元首であったイギリス国王の代理として南アフリカ連邦総督職が設置されていたが、1961年のイギリス連邦脱退による南アフリカ共和国の建国に伴い設置された。アパルトヘイト政策の撤廃に伴う1994年の憲法改正まで、国家大統領（こっかだいとうりょう、アフリカーンス語: Staatspresident、英語: State President）の名称であった。
共和制移行後も、南アフリカ共和国の政体は議院内閣制を維持しており、行政権は首相が握っていたことから、大統領は儀礼的な名誉職であった。
1984年のカラード、インド系住民の国政参加に伴う憲法改正により、それまで行政権を有していた首相職は廃止され、大統領が行政権を有することになった。

## 大統領の一覧
| 国家大統領 (1961-1994) |                                                                     |                               |                               |                               |                                |             |                               |
| 代                     | 大統領                                                              | 大統領                        | 所属政党                      | 期                            | 在任期間                       | 在任期間    | 備考                          |
| 001                    | チャールズ・ロバーツ・スワート Charles Robberts Swart               |                               | 国民党 （NP）                 | 1                             | 1961年5月31日 - 1967年5月31日  | 6年 + 0日   |                               |
| 00－                   | テオフィラス・エベンハェゼル・デンゲス Theophilus Ebenhaezer Dönges |                               | 国民党 （NP）                 | 2                             | －                             | －          | 就任前に職務不能              |
| 00－                   | ジョシュア・フランソワ・ノーデ Jozua François Naudé                 |                               | 国民党 （NP）                 | 2                             | 1967年6月1日 - 1968年4月10日   | 314日       | 大統領代行 （上院議長）       |
| 002                    | ヤコブス・ヨハンネス・フーシェ J. J. Fouché                         |                               | 国民党 （NP）                 | 3                             | 1968年4月10日 - 1975年4月9日   | 6年 + 364日 |                               |
| 00－                   | ヨハンネス・デ・クラーク Johannes de Klerk                          |                               | 国民党 （NP）                 | 3                             | 1975年4月9日 - 1975年4月19日   | 10日        | 大統領代行 （上院議長）       |
| 003                    | ニコラス・ヨハンネス・ディーデリヒス Nicolaas Johannes Diederichs   |                               | 国民党 （NP）                 | 4                             | 1975年4月19日 - 1978年8月21日  | 3年 + 124日 | 在任中に死去                  |
| 00－                   | マレー・フィリューン Marais Viljoen                                 |                               | 国民党 （NP）                 | 4                             | 1978年8月21日 - 1978年10月10日 | 50日        | 大統領代行 （上院議長）       |
| 004                    | バルタザール・ヨハネス・フォルスター Balthazar Johannes Vorster     |                               | 国民党 （NP）                 | 5                             | 1978年10月10日 - 1979年6月4日  | 237日       | 任期満了前に辞任              |
| 00－                   | マレー・フィリューン Marais Viljoen                                 |                               | 国民党 (NP)                   | 5                             | 1979年6月4日 - 1979年6月19日   | 5年 + 91日  | 大統領代行 （上院議長）       |
| 005                    | マレー・フィリューン Marais Viljoen                                 | 6                             | 国民党 (NP)                   | 1979年6月19日 - 1984年9月3日  |                                | 5年 + 91日  |                               |
| 006                    | ピーター・ウィレム・ボータ Pieter Willem Botha                      |                               | 国民党 （NP）                 | 7                             | 1984年9月3日 - 1984年9月14日   | 4年 + 138日 | 首相兼任                      |
| 006                    | ピーター・ウィレム・ボータ Pieter Willem Botha                      | 1984年9月14日 - 1989年1月19日 | 国民党 （NP）                 | 7                             | 在任中に職務不能               | 4年 + 138日 |                               |
| 00－                   | ヤン・クリスティアン・ヘウニス Jan Christiaan Heunis                |                               | 国民党 （NP）                 | 7                             | 1989年1月19日 - 1989年3月15日  | 55日        | 大統領代行 （憲法改正相）     |
| 0(6)                   | ピーター・ウィレム・ボータ Pieter Willem Botha                      |                               | 国民党 （NP）                 | 7                             | 1989年3月15日 - 1989年8月15日  | 153日       | 任期満了前に辞任              |
| 00－                   | フレデリック・ウィレム・デクラーク Frederik Willem de Klerk         |                               | 国民党 （NP）                 | 7                             | 1989年8月15日 - 1989年9月20日  | 4年 + 268日 | 大統領代行 （国家教育計画相） |
| 007                    | フレデリック・ウィレム・デクラーク Frederik Willem de Klerk         | 8                             | 国民党 （NP）                 | 1989年9月20日 - 1994年5月10日 | 任期満了前に辞任               | 4年 + 268日 |                               |
| 大統領 (1994-現在)     |                                                                     |                               |                               |                               |                                |             |                               |
| 代                     | 大統領                                                              | 大統領                        | 所属政党                      | 期                            | 在任期間                       | 在任期間    | 備考                          |
| 008                    | ネルソン・マンデラ Nelson Rolihlahla Mandela                        |                               | アフリカ民族会議 （ANC）      | 9                             | 1994年5月10日 - 1999年6月16日  | 5年 + 37日  |                               |
| 009                    | タボ・ムベキ Thabo Mvuyelwa Mbeki                                   |                               | アフリカ民族会議 （ANC）      | 10                            | 1999年6月16日 - 2004年4月27日  | 9年 + 100日 |                               |
| 009                    | タボ・ムベキ Thabo Mvuyelwa Mbeki                                   | 11                            | アフリカ民族会議 （ANC）      | 2004年4月27日 - 2008年9月24日 | 任期満了前に辞任               | 9年 + 100日 |                               |
| 00－                   | アイビー・マトセプ・カサバーリ Ivy Matsepe-Casaburri                | 11                            |                               | アフリカ民族会議 （ANC）      | 2008年9月24日 - 2008年9月25日  | 1日         | 大統領代行 （通信相）         |
| 010                    | カレマ・モトランテ Kgalema Petrus Motlanthe                         |                               | アフリカ民族会議 （ANC）      | 12                            | 2008年9月25日 - 2009年5月9日   | 226日       |                               |
| 011                    | ジェイコブ・ズマ Jacob Zuma                                         |                               | アフリカ民族会議 （ANC）      | 13                            | 2009年5月9日 - 2014年5月21日   | 8年 + 281日 |                               |
| 011                    | ジェイコブ・ズマ Jacob Zuma                                         | 14                            | アフリカ民族会議 （ANC）      | 2014年5月21日 - 2018年2月14日 | 任期満了前に辞任               | 8年 + 281日 |                               |
| 00－                   | シリル・ラマポーザ Cyril Ramaphosa                                  | 14                            |                               | アフリカ民族会議 （ANC）      | 2018年2月14日 - 2018年2月15日  | 1日         | 大統領代行 （副大統領）       |
| 012                    | シリル・ラマポーザ Cyril Ramaphosa                                  | 15                            | 2018年2月15日 - 2019年5月22日 | アフリカ民族会議 （ANC）      | 7年 + 27日                     |             |                               |
| 012                    | シリル・ラマポーザ Cyril Ramaphosa                                  | 16                            | 2019年5月22日 - 2024年6月19日 | アフリカ民族会議 （ANC）      | 7年 + 27日                     |             |                               |
| 012                    | シリル・ラマポーザ Cyril Ramaphosa                                  | 17                            | 2024年6月19日 - （現職）      | アフリカ民族会議 （ANC）      | 7年 + 27日                     |             |                               |

## 大統領の年表
国家大統領
大統領